# شکاف میان‌سرینی
شکاف میان‌سرینی، یا شکاف باسن (به انگلیسی: Intergluteal cleft) شیاری است میان نشیمنگاه که از پایین استخوان خاجی تا میان دوراه دنباله می‌یابد که به شکل مرزی میان برآمدگی گرد بیرونی ماهیچه سرینی بزرگ است. این شکاف در بخش فوقانی مقعد قرار دارد.
ناهنجاری‌هایی که می‌توانند در شکاف میان سرینی پدید آیند پسوریازیس وارونه، سندرم رگرسیون قدامی و کیست پیلونیدال هستند.